# Comuna Turcinești, Gorj
Turcinești este o comună în județul Gorj, Oltenia, România, formată din satele Cartiu, Horezu, Rugi și Turcinești (reședința).

## Personalități locale
- Ion Hortopan (1925 - 2000), general comunist român
- Ion Sichitiu (1878 - 1952), general român

## Demografie
Componența etnică a comunei Turcinești
     Români (89,99%)
     Alte etnii (0,15%)
     Necunoscută (9,86%)
Componența confesională a comunei Turcinești
     Ortodocși (88,39%)
     Alte religii (1,21%)
     Necunoscută (10,4%)
Conform recensământului efectuat în 2021, populația comunei Turcinești se ridică la 2.058 de locuitori, în scădere față de recensământul anterior din 2011, când fuseseră înregistrați 2.226 de locuitori. Majoritatea locuitorilor sunt români (89,99%), iar pentru 9,86% nu se cunoaște apartenența etnică. Din punct de vedere confesional, majoritatea locuitorilor sunt ortodocși (88,39%), iar pentru 10,4% nu se cunoaște apartenența confesională.

## Politică și administrație
Comuna Turcinești este administrată de un primar și un consiliu local compus din 11 consilieri. Primarul, Ion Dijmărescu[*], de la Partidul Național Liberal, este în funcție din 1 noiembrie 2024. Începând cu alegerile locale din 2024, consiliul local are următoarea componență pe partide politice:
|  | Partid                          | Consilieri | Componența Consiliului | Componența Consiliului | Componența Consiliului | Componența Consiliului |
|  | ------------------------------- | ---------- | ---------------------- | ---------------------- | ---------------------- | ---------------------- |
|  | Partidul Social Democrat        | 4          |                        |                        |                        |                        |
|  | Partidul Național Liberal       | 4          |                        |                        |                        |                        |
|  | Alianța pentru Unirea Românilor | 2          |                        |                        |                        |                        |
|  | Forța Dreptei                   | 1          |                        |                        |                        |                        |

## Vezi și
- Biserica de lemn din Horezu, Gorj
- Biserica de lemn din Rugi
- Casa Manta
- Biserica Sfinții Apostoli din Cartiu
- Cula Cartianu
- Nordul Gorjului de Vest (sit de importanță comunitară)

## Imagini

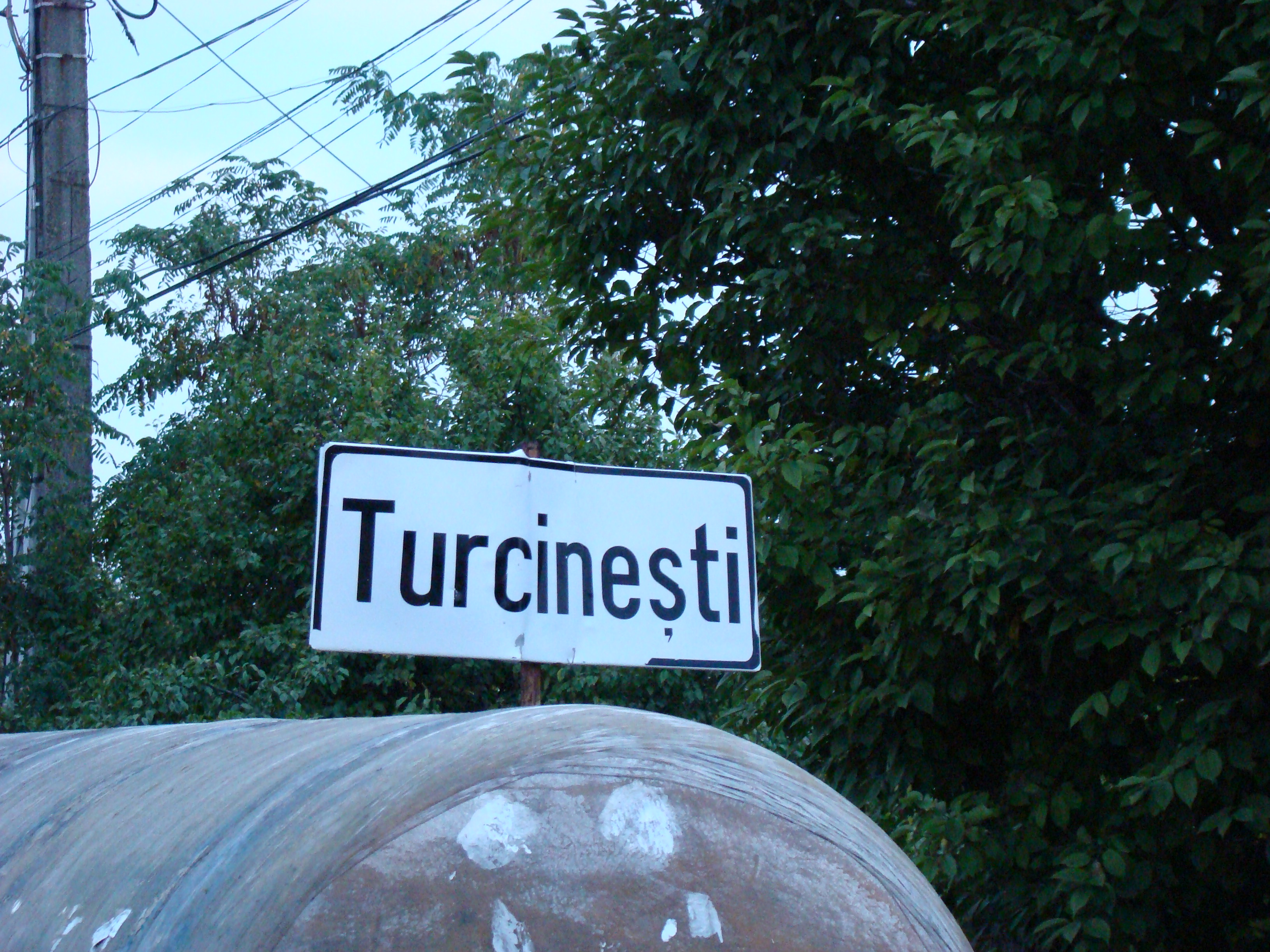
Intrarea în centrul de comună Turcinești
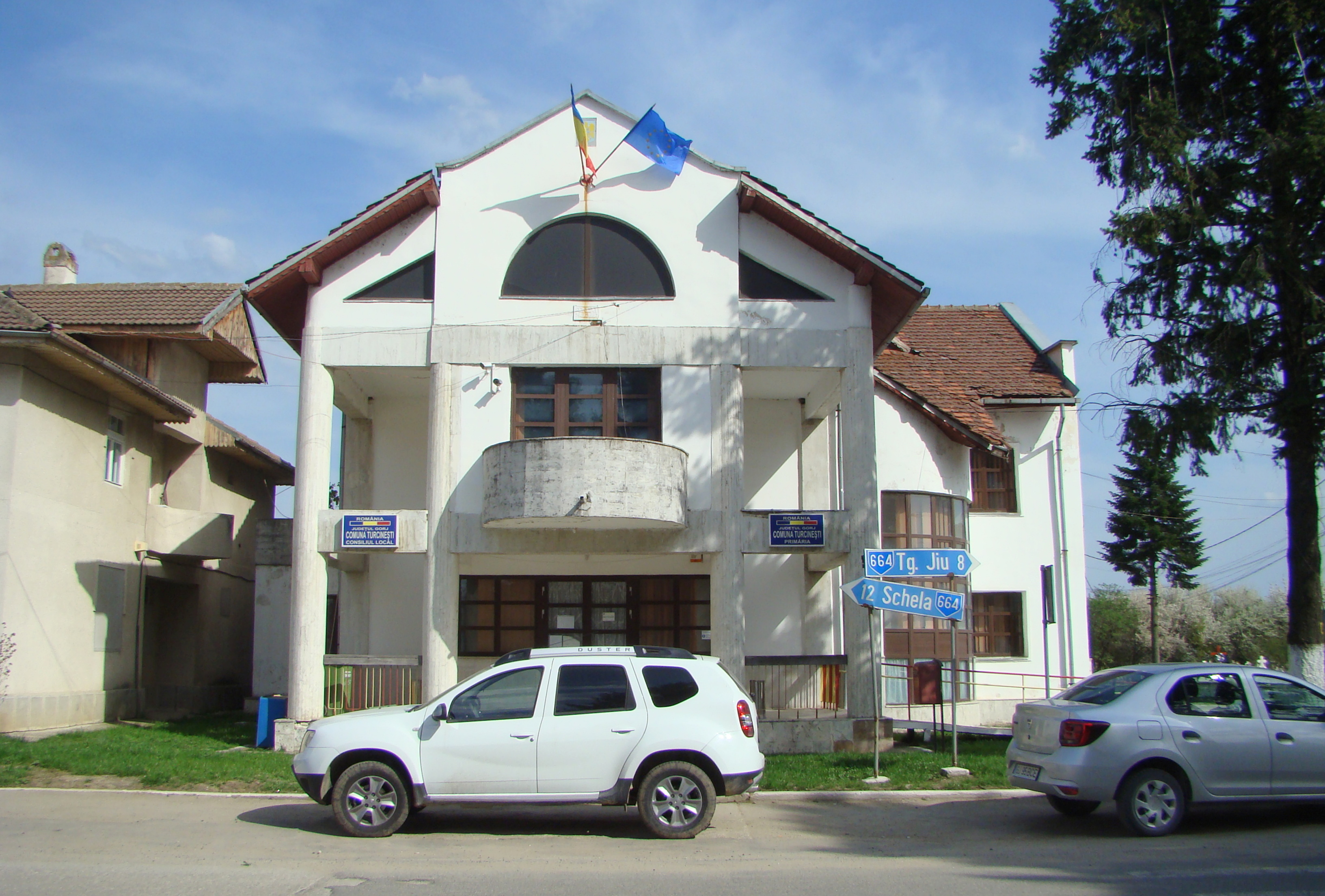
Primăria
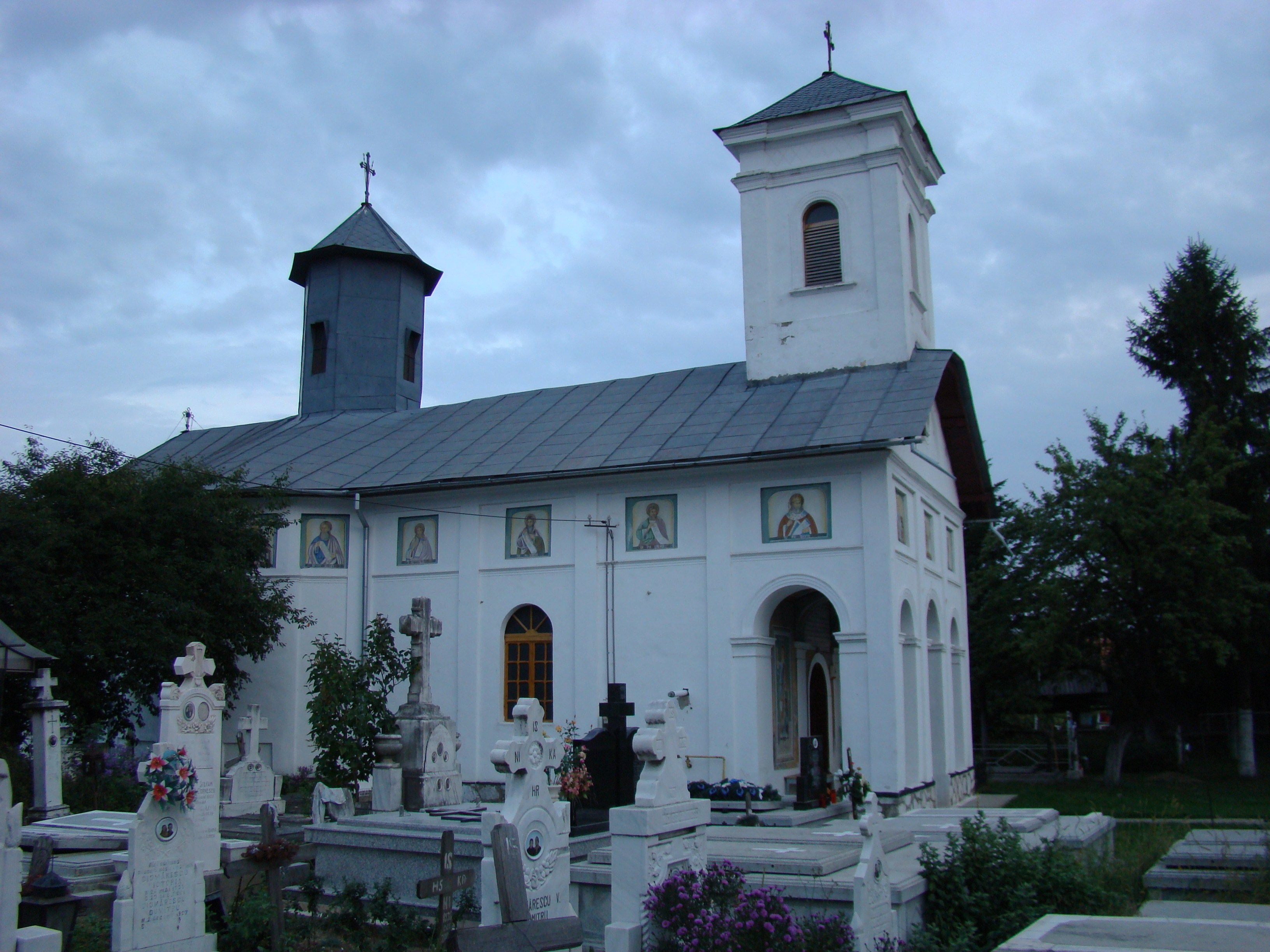
Biserica ortodoxă (1894)
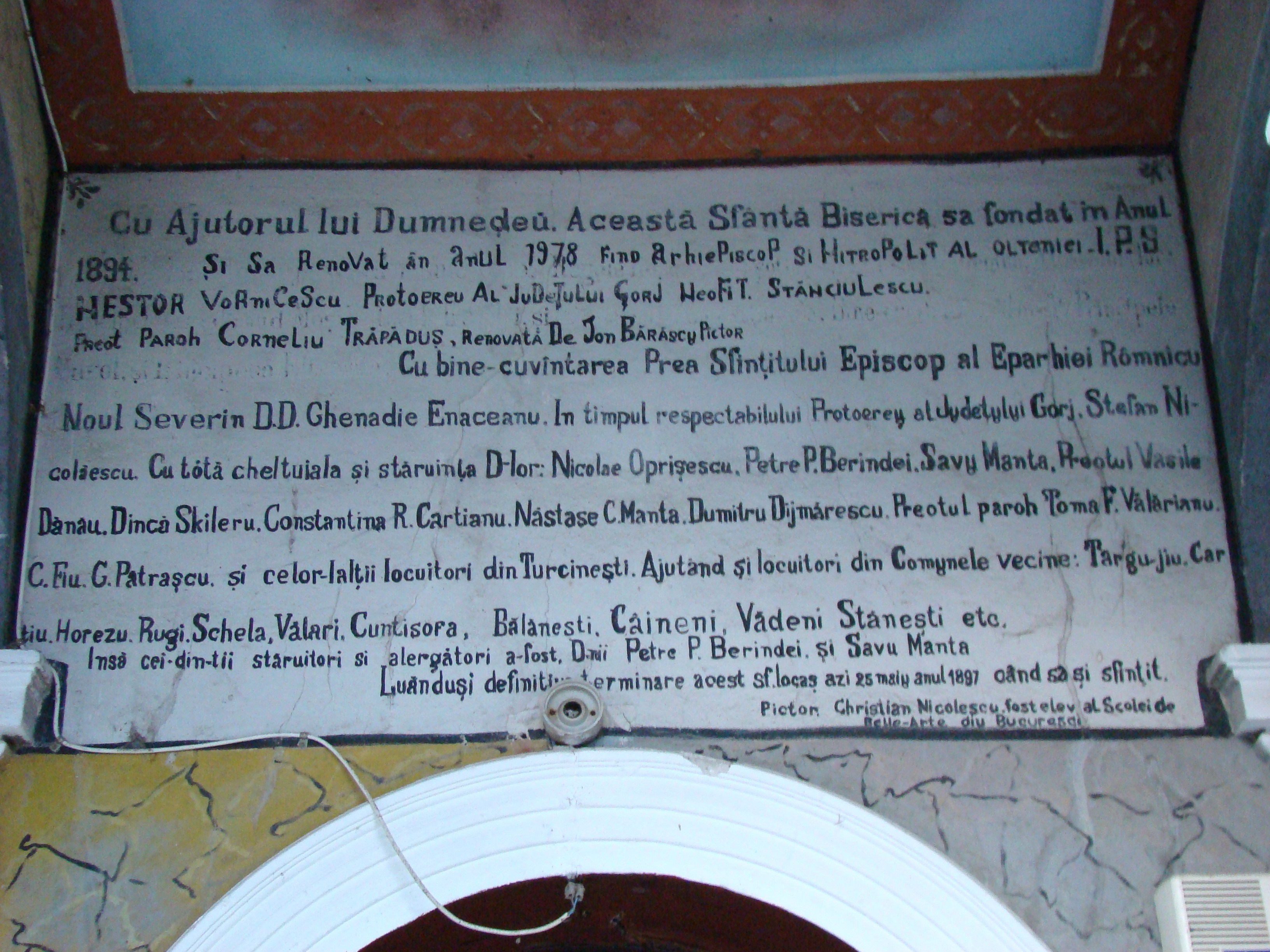
Pisania
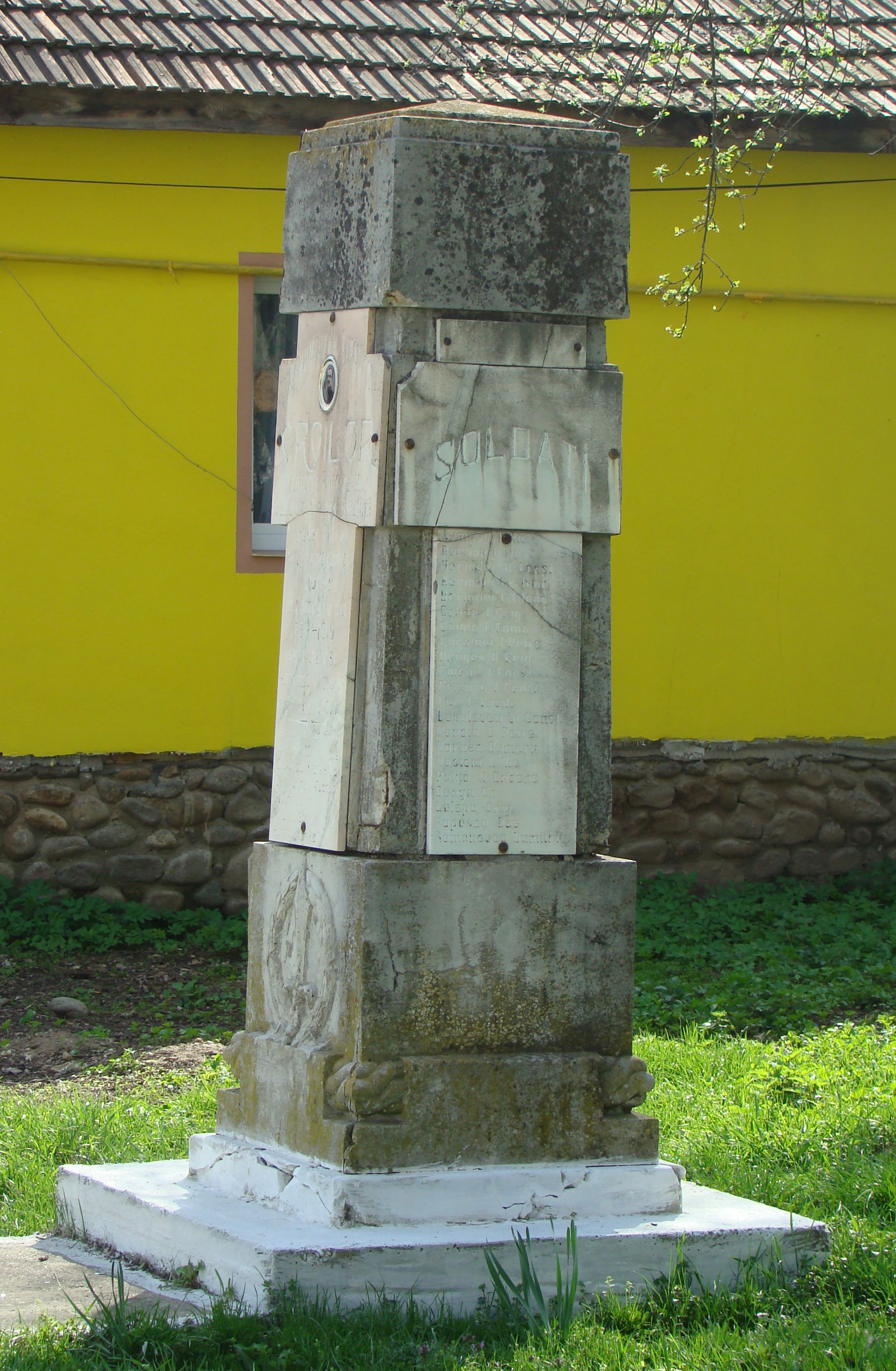
Monumentul eroilor
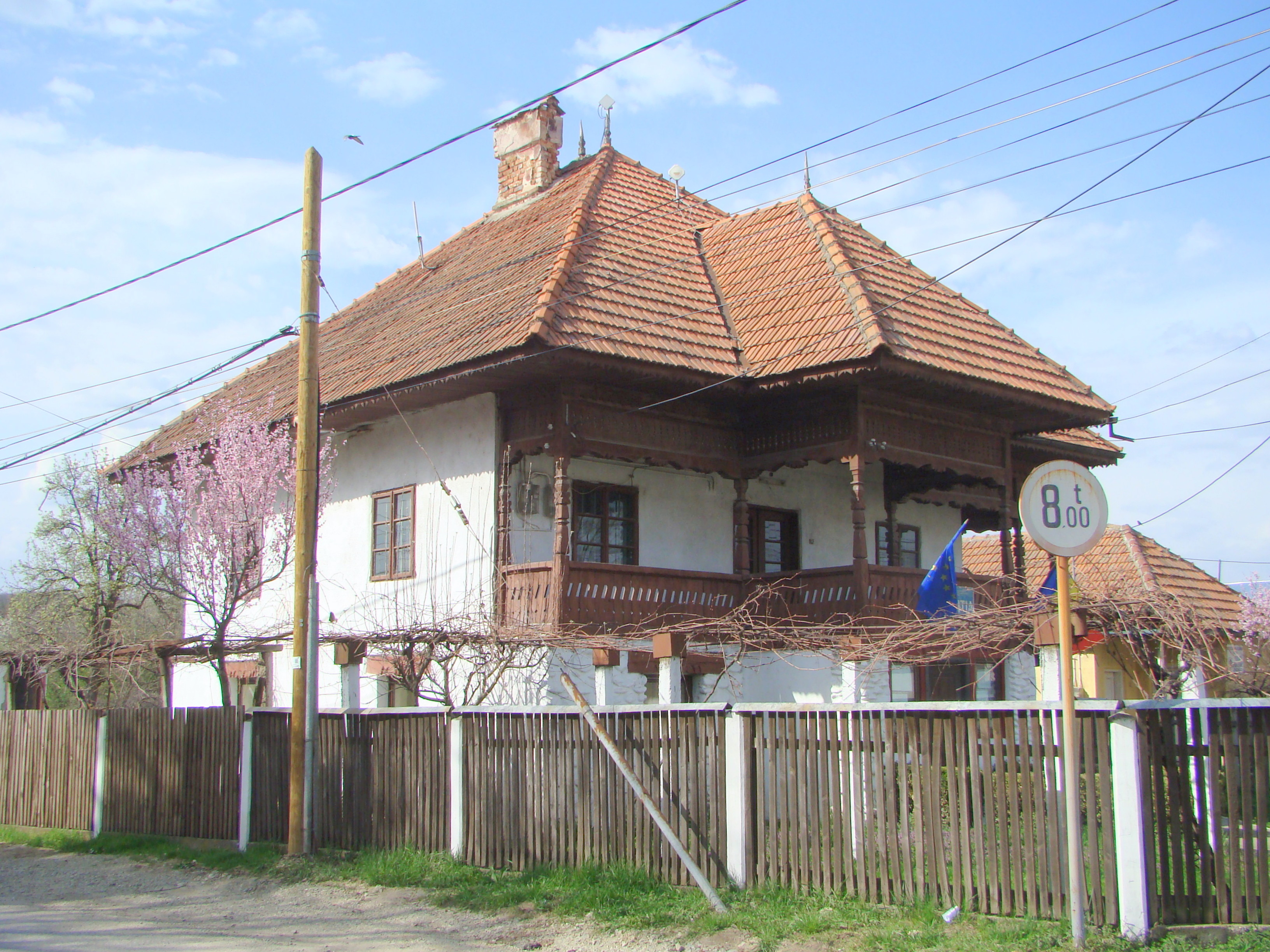
Casa Cartianu (monument istoric)
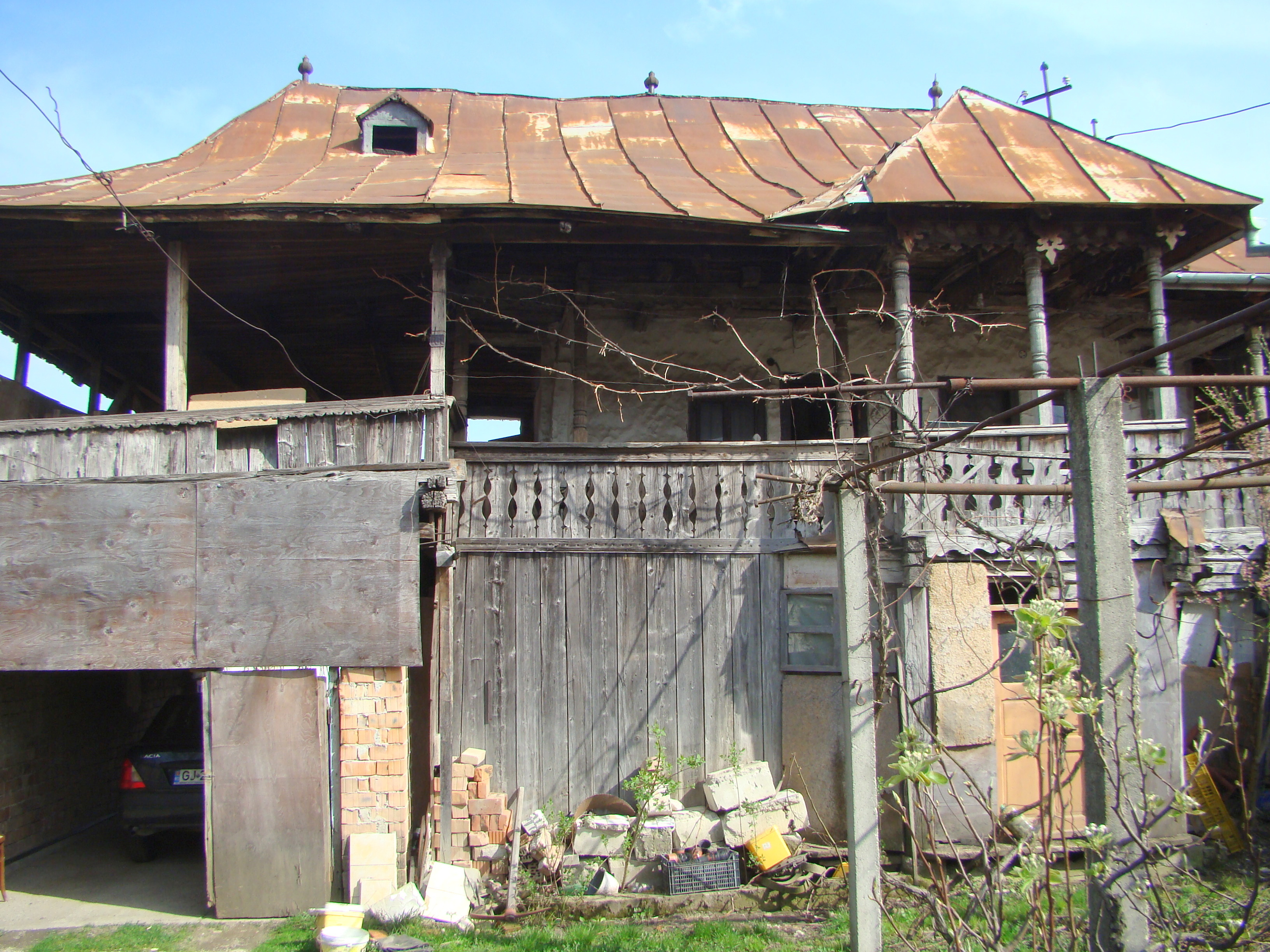
Casa Manta (monument istoric)
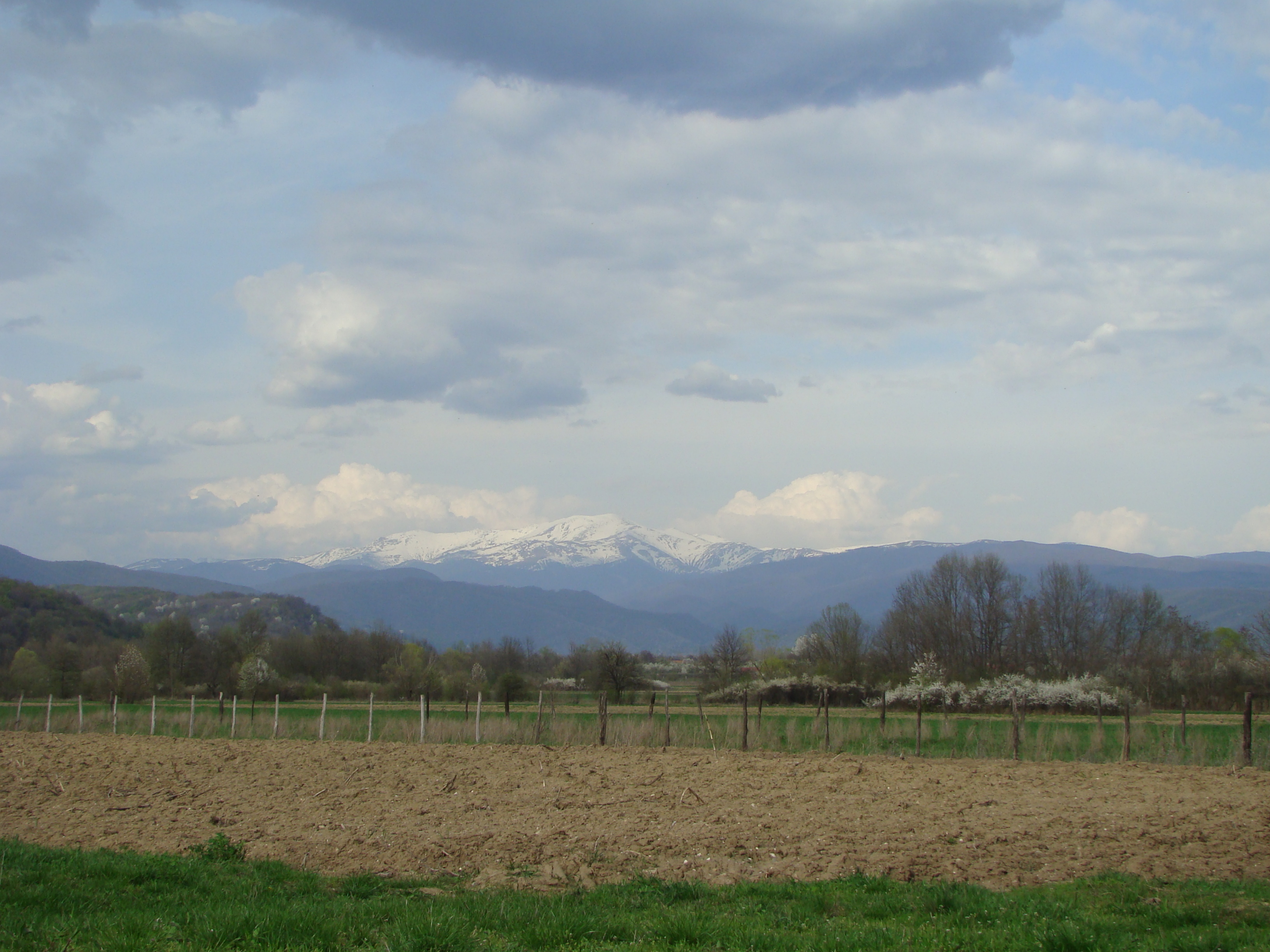
Cartiu
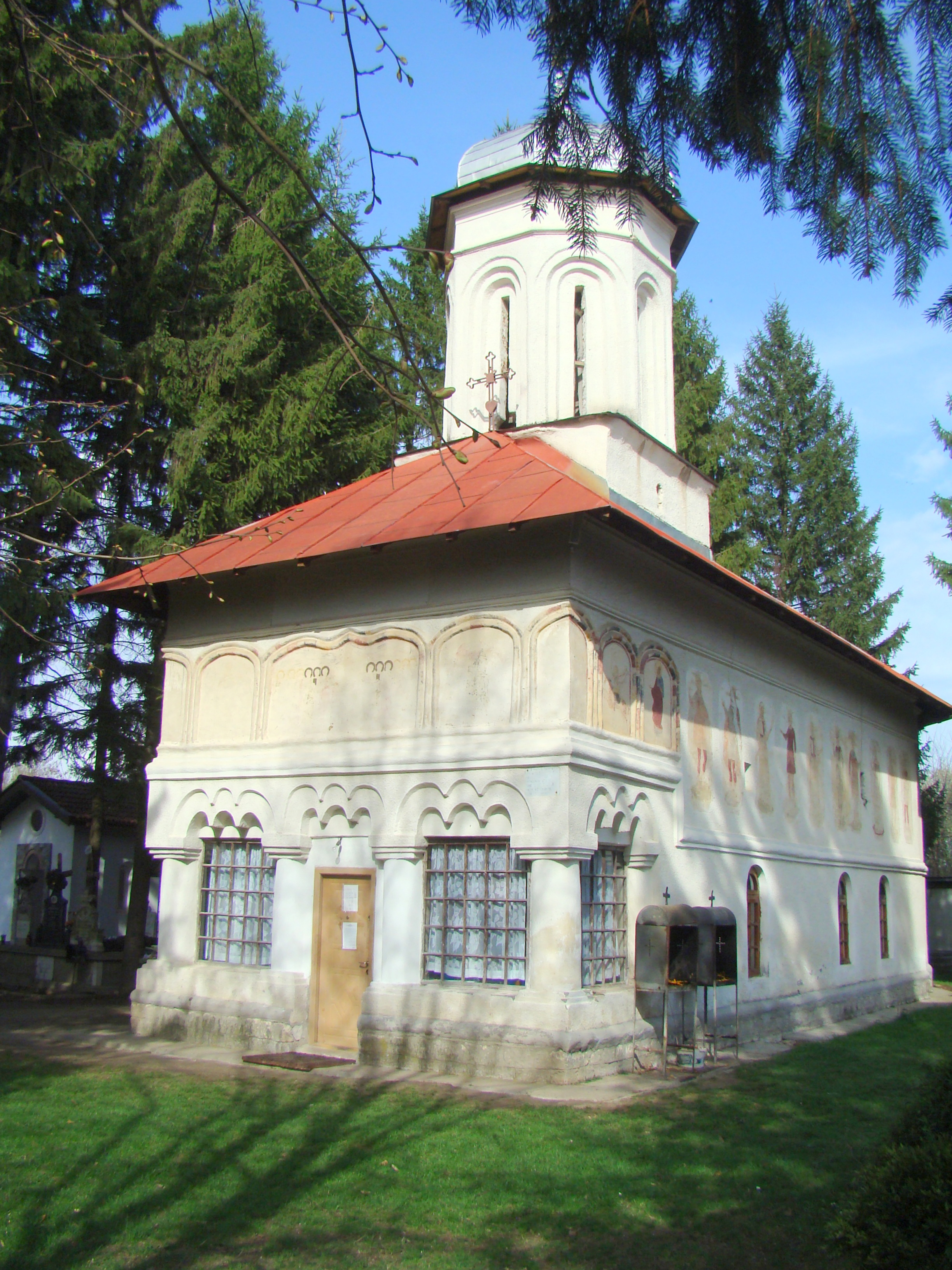
Biserica Sfinții Apostoli din Cartiu (monument istoric)
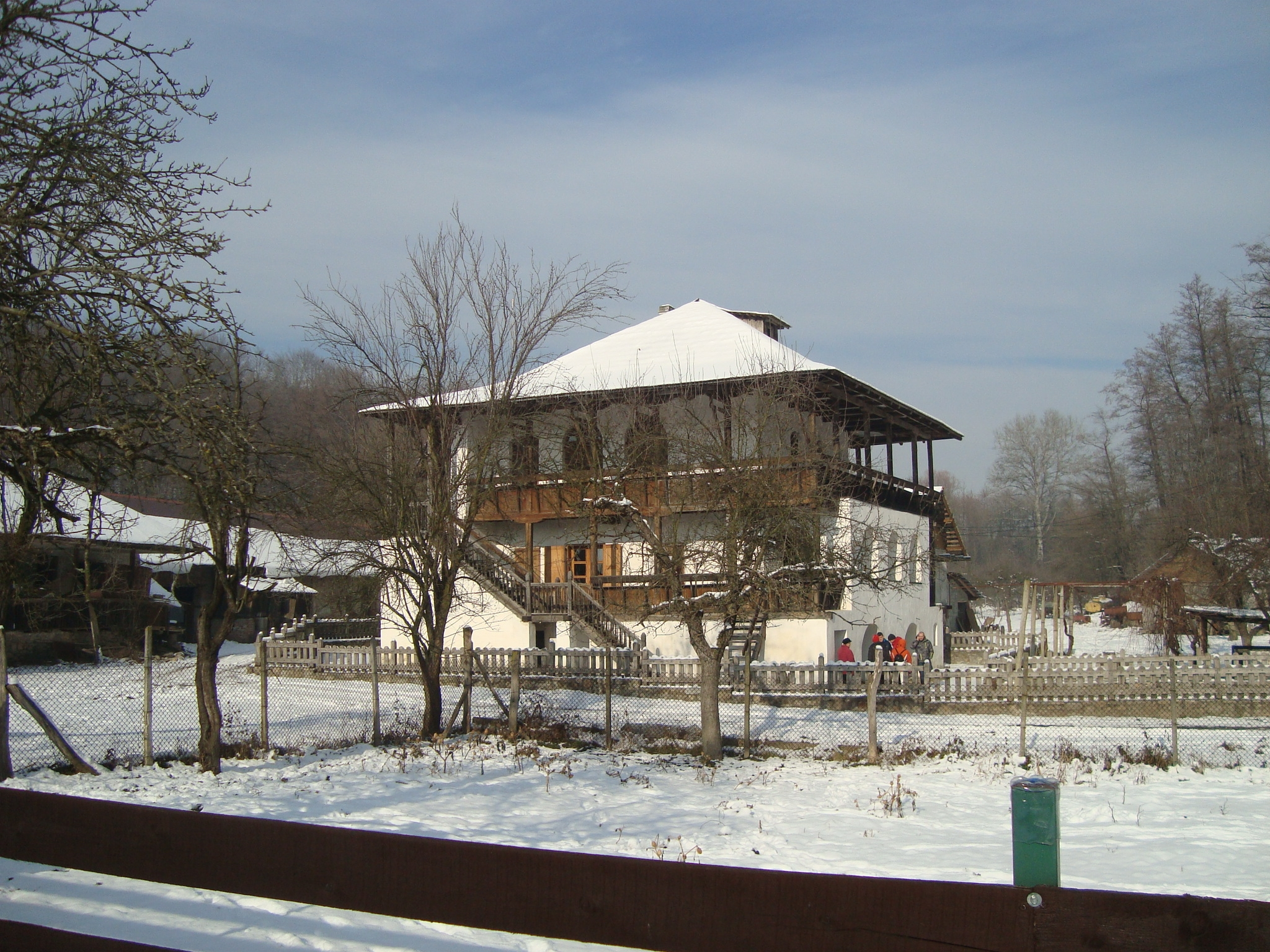
Cula Cartianu (monument istoric)
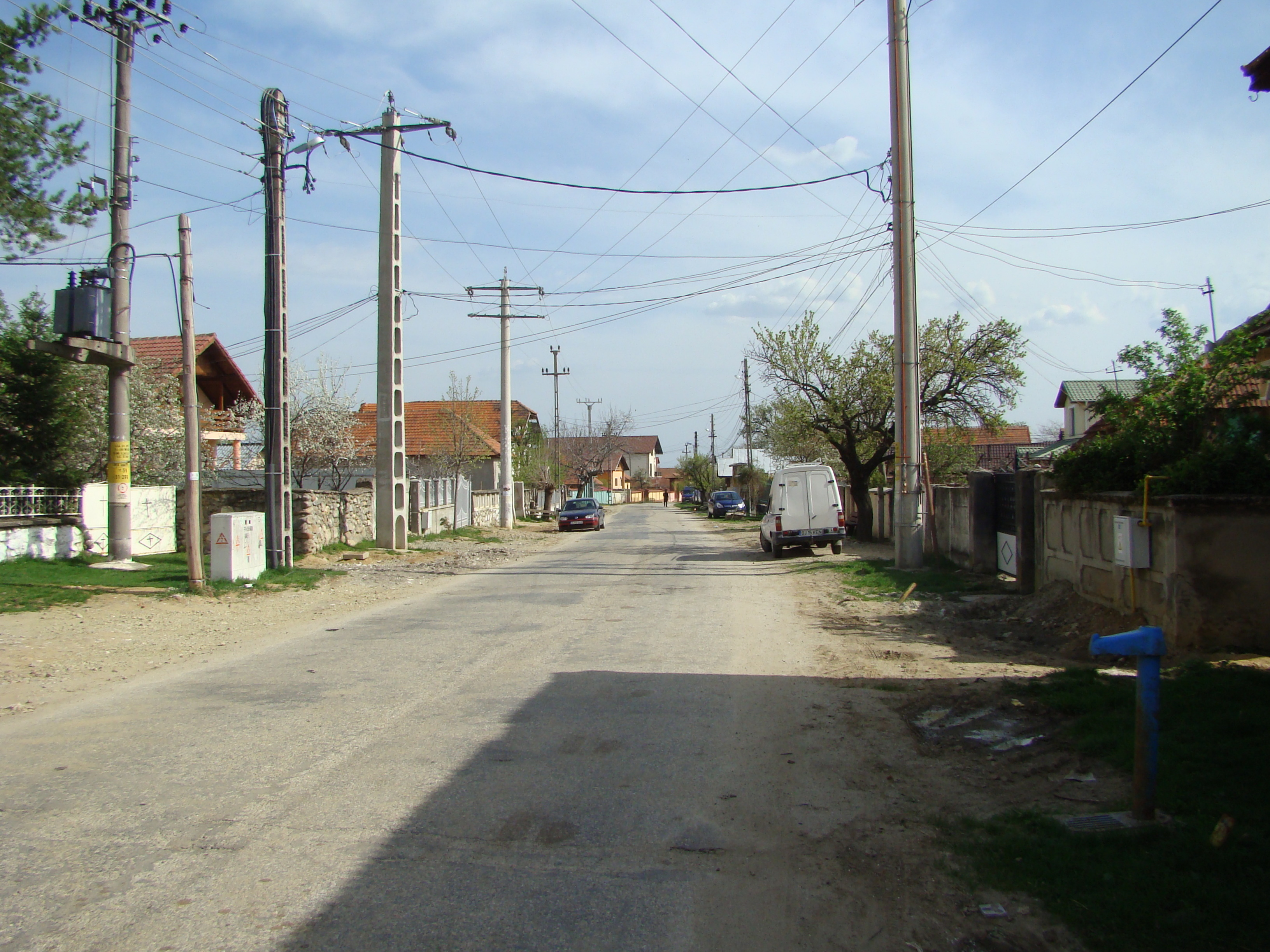
Rugi
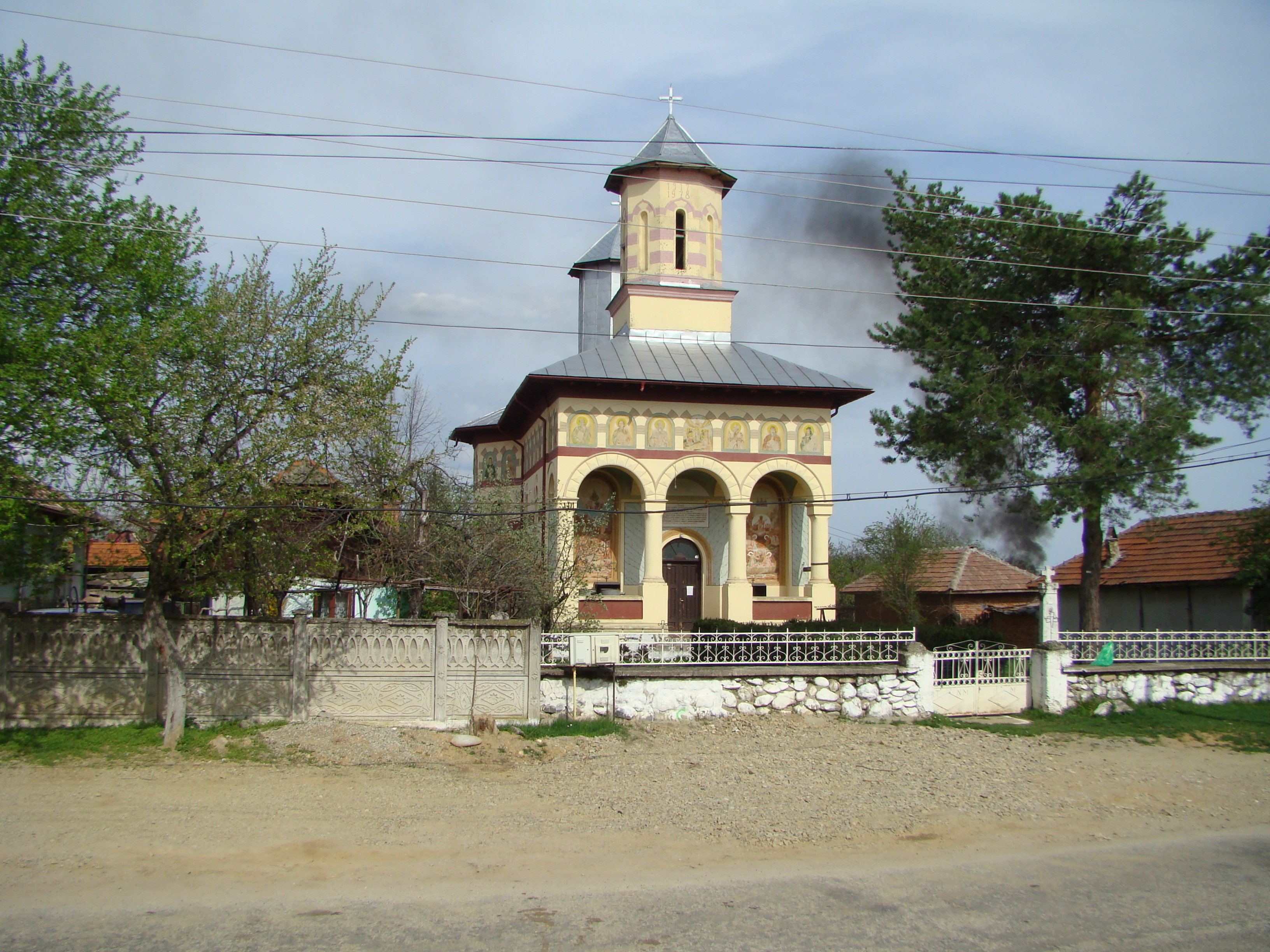
Biserica ortodoxă de zid
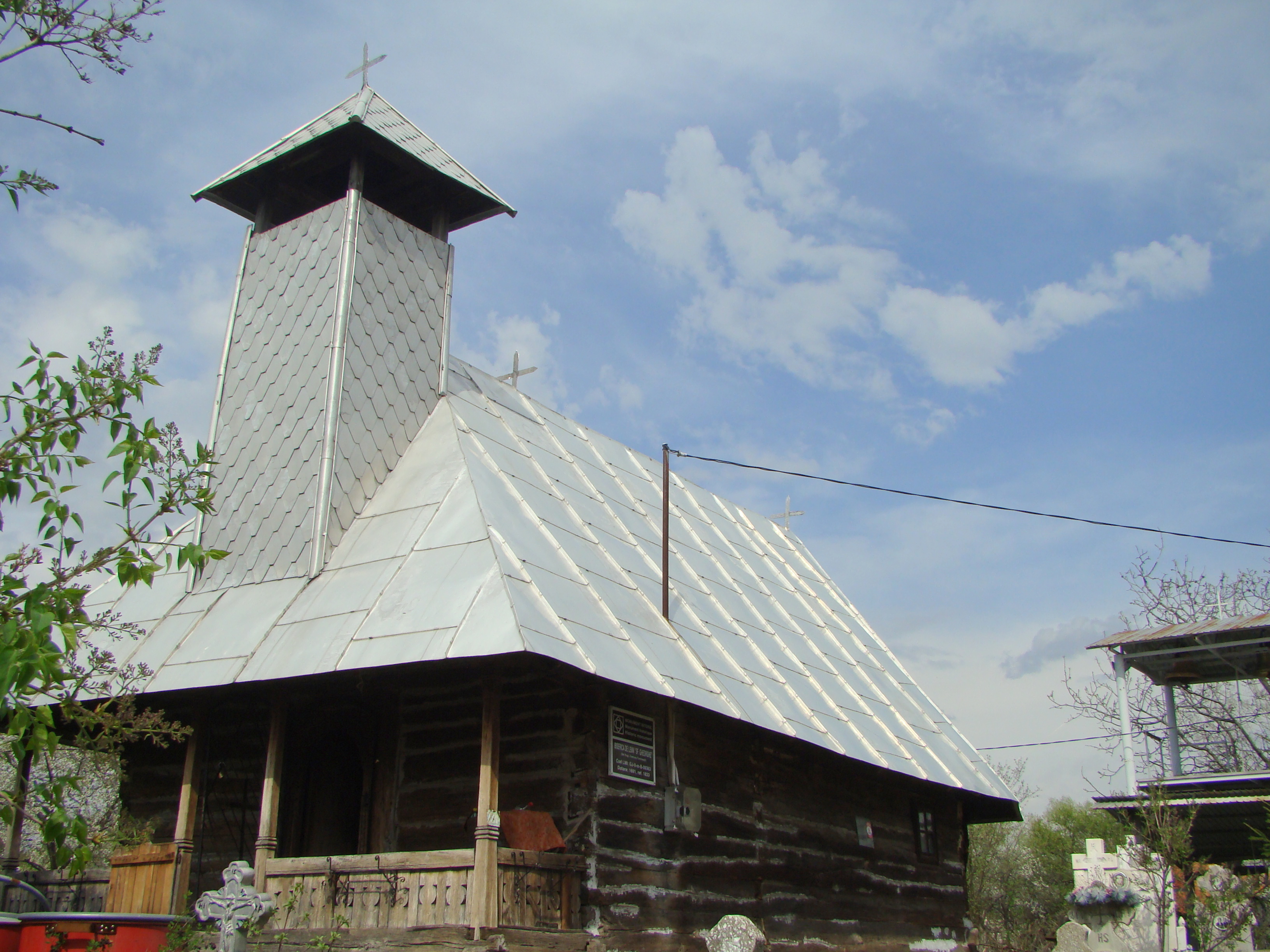
Biserica de lemn din Rugi (monument istoric)
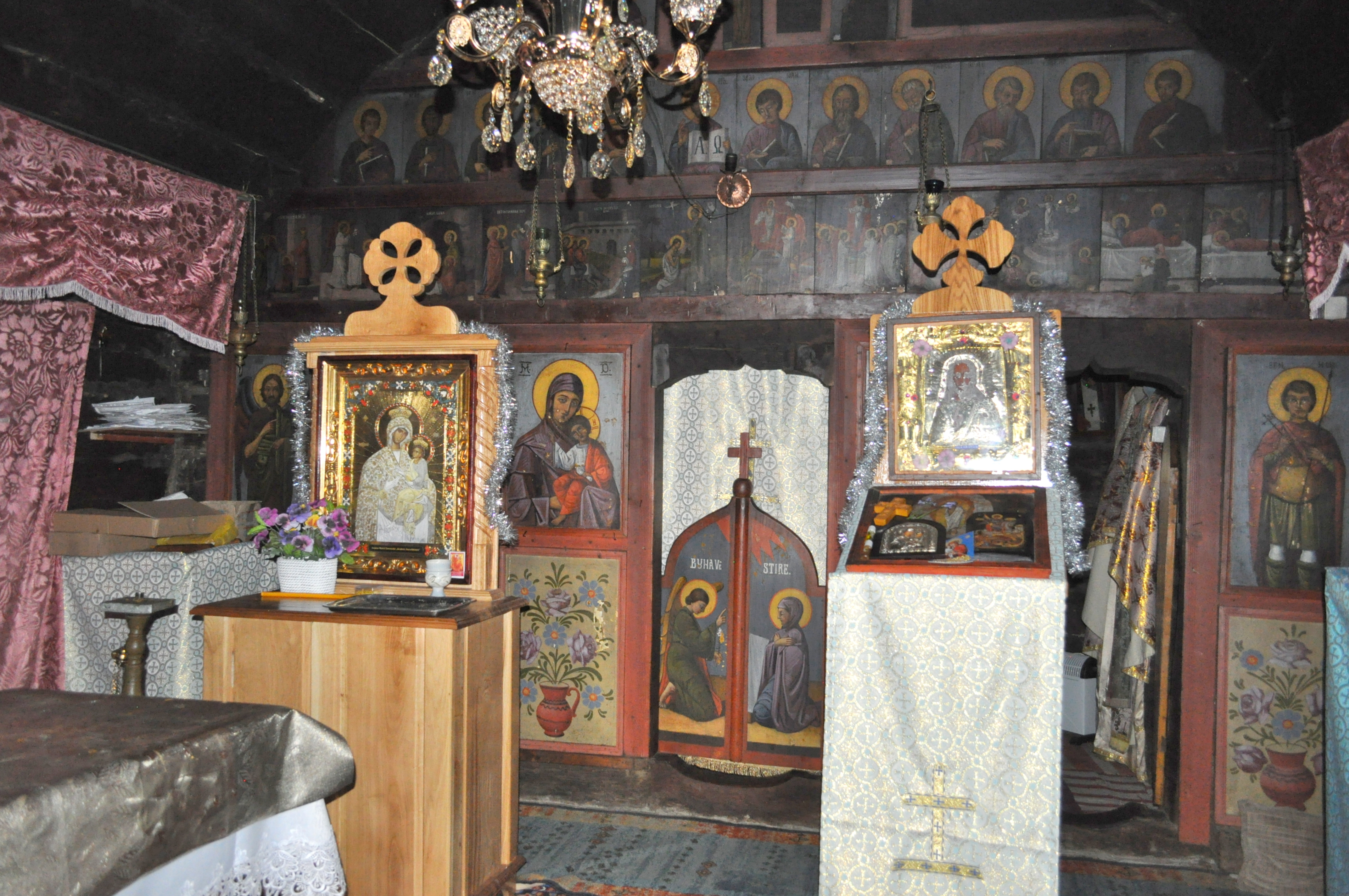
Biserica de lemn din Rugi (monument istoric)
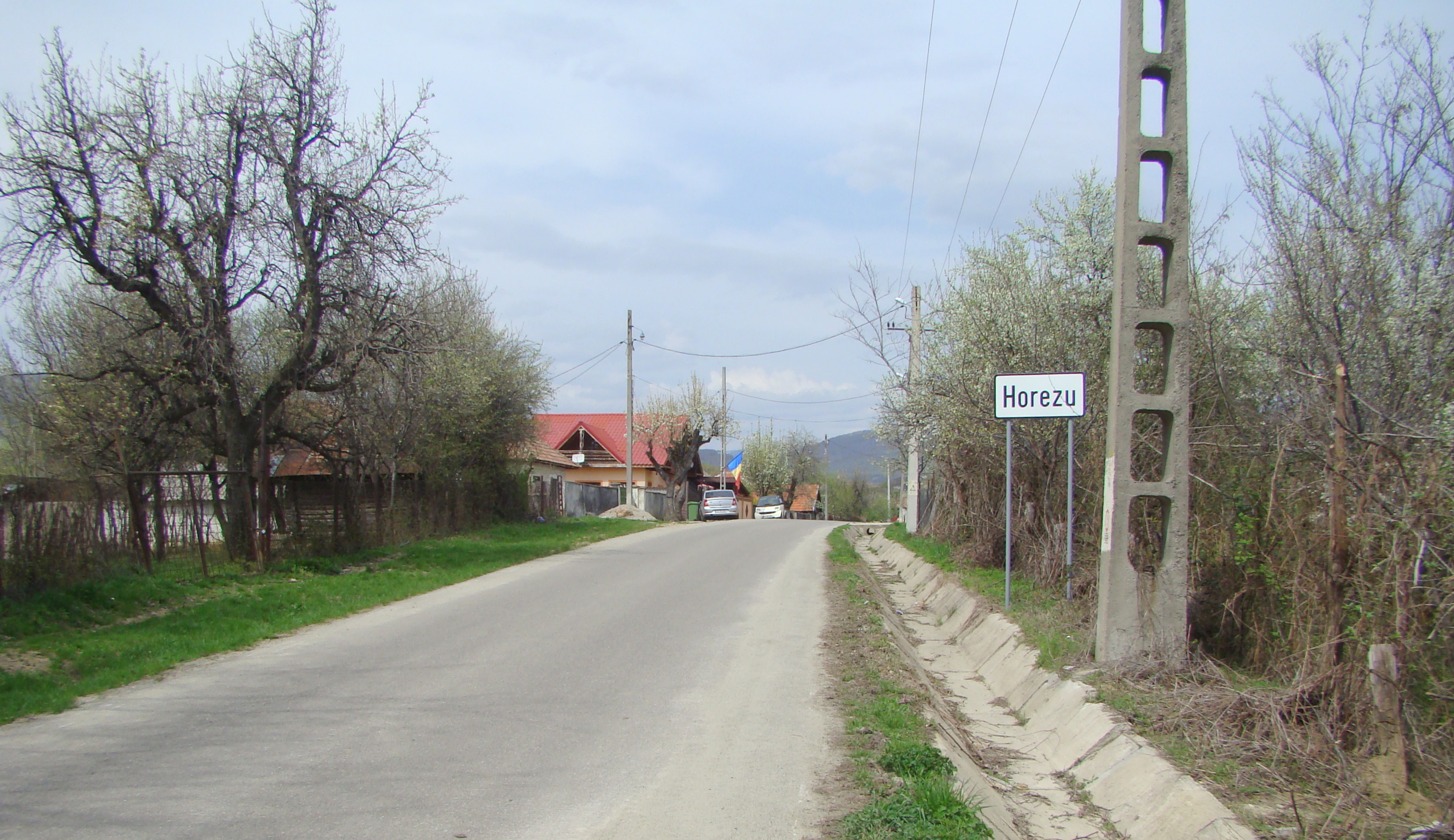
Horezu
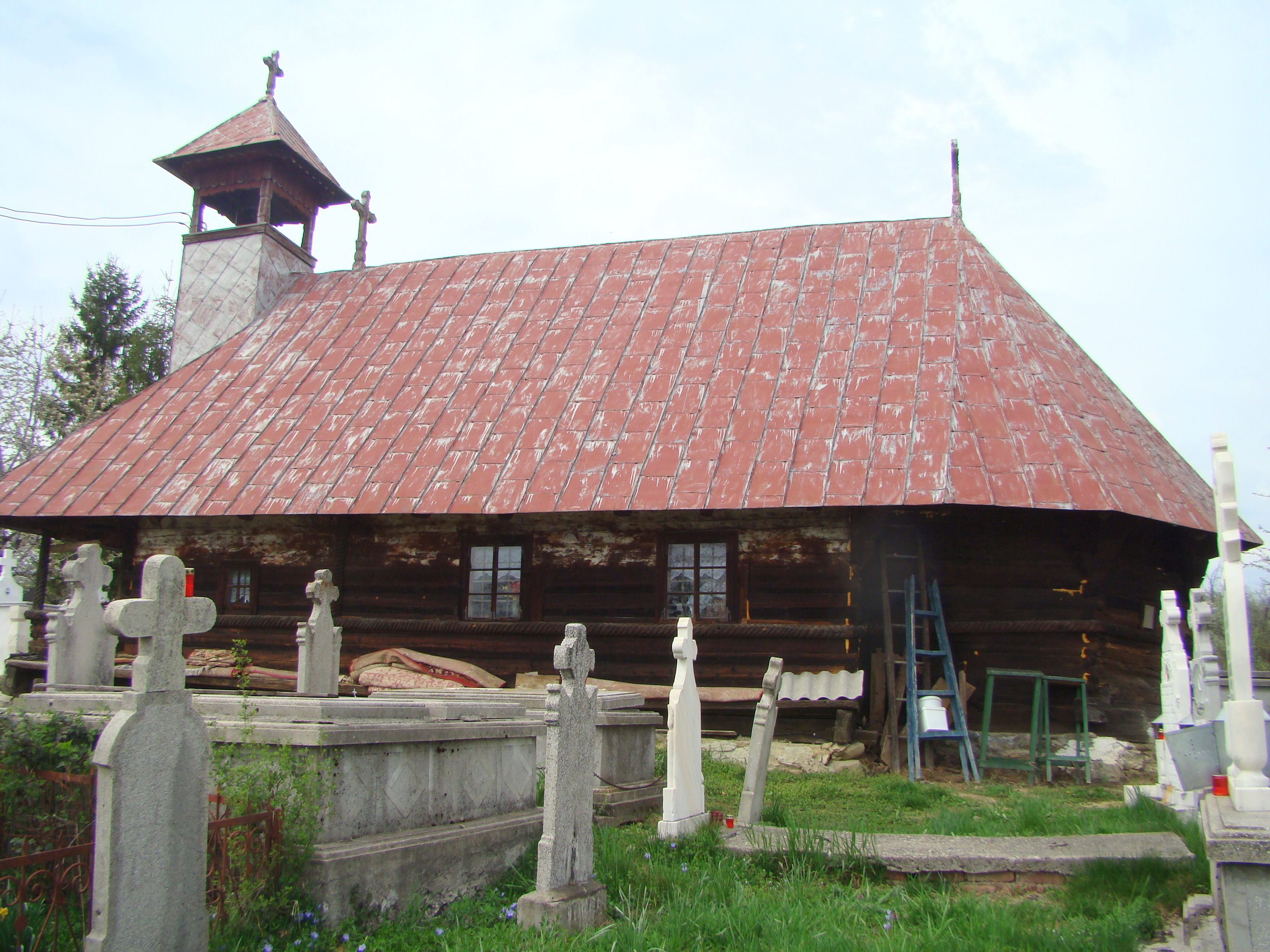
Biserica de lemn din Horezu (monument istoric)
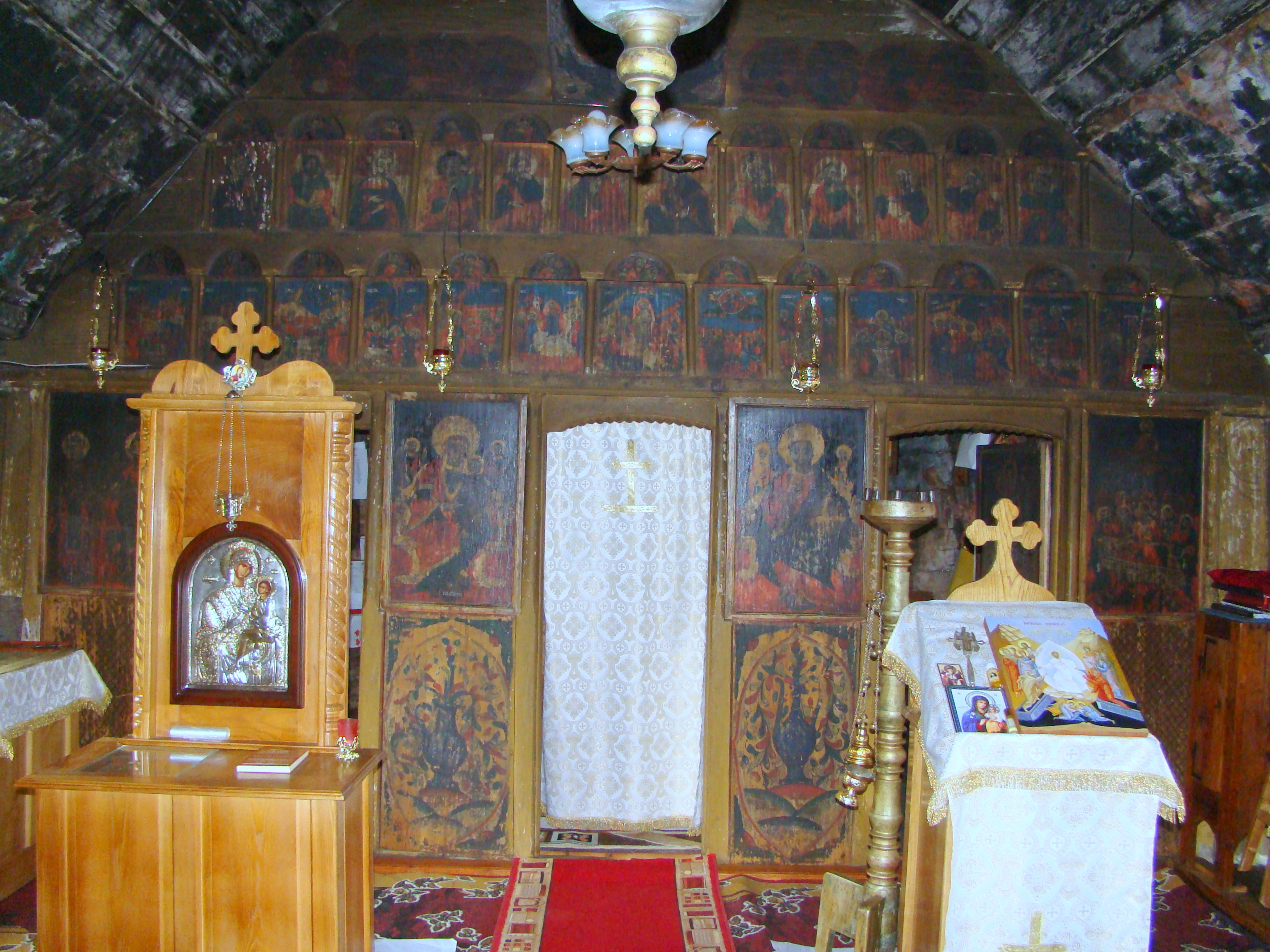
Biserica de lemn din Horezu (monument istoric)
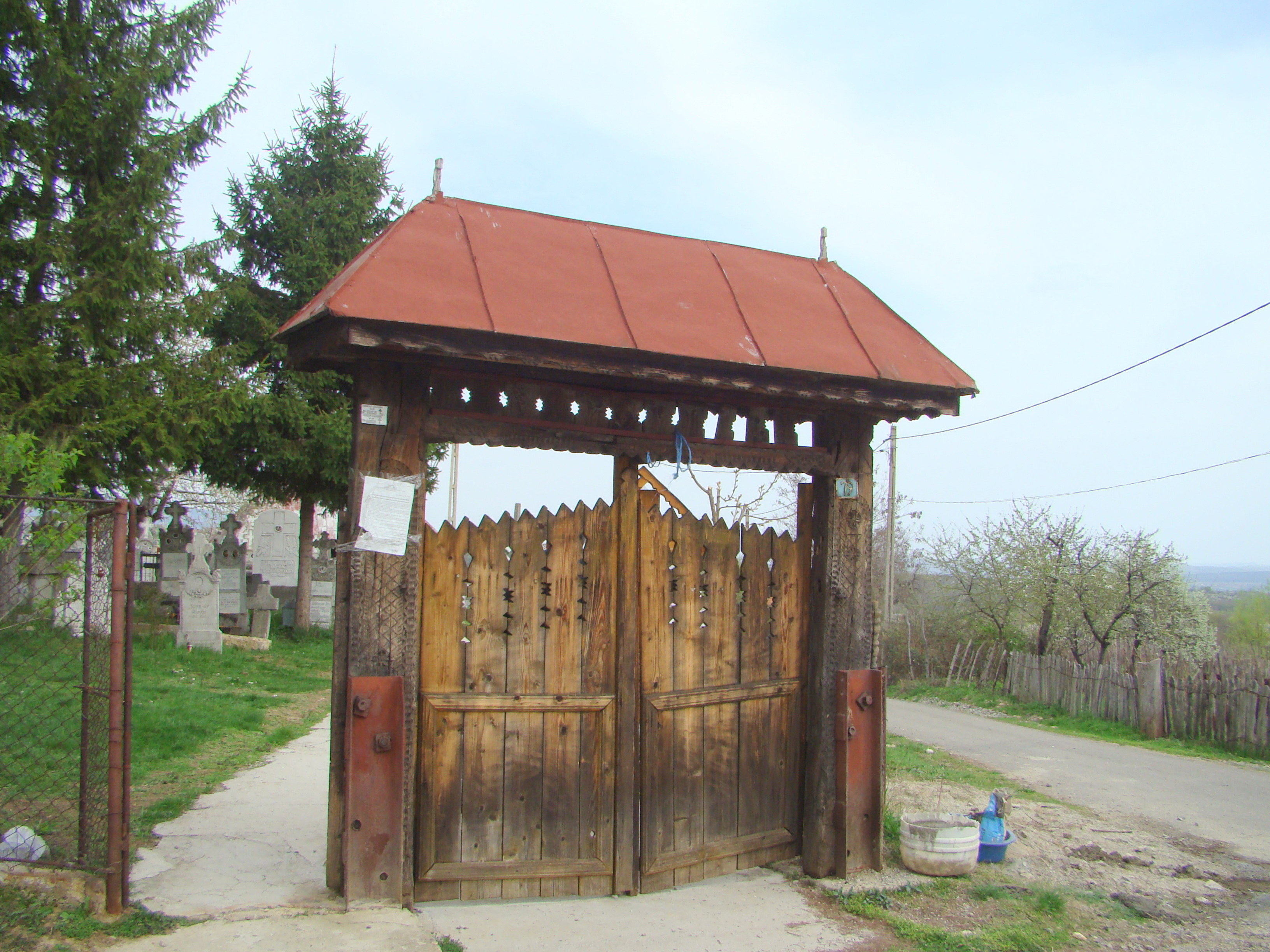
Poarta de lemn